# باسكال كليمنت
باسكال كليمنت (بالفرنسية: Pascal Clément) هو سياسي فرنسي، ولد في 12 مايو 1945 في فرنسا. حزبياً، نشط في الاتحاد من أجل حركة شعبية والاتحاد من أجل الديمقراطية الفرنسية والديمقراطية الليبرالية (حزب سياسي) والحزب الجمهوري (فرنسا).

## مناصب
- انتخب وزير العدل (31 مايو 2005 – 17 مايو 2007).
- انتخب عضو المجلس العام  [لغات أخرى]‏.
- انتخب رئيس بلدية [الإنجليزية]‏ Saint-Marcel-de-Félines [الإنجليزية]‏ (13 مارس 1977 – 18 مارس 2001).
- انتخب نائب فرنسي.